# Cratere Drusilla
Drusilla è un cratere sulla superficie di 4 Vesta.